# 廬江県
廬江県（ろこう-けん）は、中華人民共和国安徽省合肥市に位置する県。かつては舒県といい、廬江郡の郡治所であった。

## 行政区画
- 街道:東顧山街道、崗湾街道、移湖街道
- 鎮:廬城鎮、冶父山鎮、万山鎮、湯池鎮、郭河鎮、金牛鎮、石頭鎮、同大鎮、白山鎮、盛橋鎮、白湖鎮、竜橋鎮、礬山鎮、羅河鎮、泥河鎮、楽橋鎮、柯坦鎮